# Тіно Леттьєрі
Тіно Леттьєрі (англ. Tino Lettieri, нар. 27 вересня 1957, Барі) — канадський футболіст, що грав на позиції воротаря.
Виступав, зокрема, за клуби «Міннесота Кікс», «Міннесота Страйкерс», «Ванкувер Вайткепс» та «Гамільтон Стілерс», а також національну збірну Канади.

## Клубна кар'єра
У дорослому футболі дебютував 1977 року виступами за команду клубу «Міннесота Кікс», в якій провів чотири сезони, взявши участь у 88 матчах чемпіонату.  Більшість часу, проведеного у складі «Міннесота Кікс», був основним голкіпером команди. Відзначався досить високою надійністю, пропускаючи в іграх чемпіонату в середньому менше одного голу за матч.
Протягом 1982—1983 років захищав кольори команди клубу «Ванкувер Вайткепс».
Своєю грою за останню команду привернув увагу представників тренерського штабу клубу «Міннесота Страйкерс», до складу якого приєднався 1984 року. Відіграв за міннесотську команду наступні три сезони своєї ігрової кар'єри. Граючи у складі «Міннесота Страйкерс» також здебільшого виходив на поле в основному складі команди.
1987 року перейшов до клубу «Гамільтон Стілерс», за який відіграв останній сезон. Тренерським штабом нового клубу також розглядався як гравець «основи». Завершив професійну кар'єру футболіста виступами за команду «Гамільтон Стілерс» у 1987 році.

## Виступи за збірну
1976 року дебютував в офіційних матчах у складі національної збірної Канади. Протягом кар'єри у національній команді, яка тривала 12 років, провів у її формі 24 матчі.
У складі збірної був учасником чемпіонату світу 1986 року у Мексиці.

## Статистика виступів

### Статистика клубних виступів
| Сезон                         | Команда                       | Чемпіонат                     | Чемпіонат | Чемпіонат | Усього | Усього |
| Сезон                         | Команда                       | Змагання                      | Ігор      | Голів     | Ігор   | Голів  |
| ----------------------------- | ----------------------------- | ----------------------------- | --------- | --------- | ------ | ------ |
| 1977                          | «Міннесота Кікс»              | NASL                          | 4         | -?        | 4      | -?     |
| 1978                          | «Міннесота Кікс»              | NASL                          | 12        | -?        | 12     | -?     |
| 1979                          | «Міннесота Кікс»              | NASL                          | 16        | -?        | 16     | -?     |
| 1980                          | «Міннесота Кікс»              | NASL                          | 31        | -?        | 31     | -?     |
| 1981                          | «Міннесота Кікс»              | NASL                          | 25        | -?        | 25     | -?     |
| Усього за «Міннесота Кікс»    | Усього за «Міннесота Кікс»    | Усього за «Міннесота Кікс»    | 88        | -79       | 88     | -79    |
| 1982                          | «Ванкувер Вайткепс»           | NASL                          | 27        | -?        | 27     | -?     |
| 1983                          | «Ванкувер Вайткепс»           | NASL                          | 28        | -?        | 28     | -?     |
| Усього за «Ванкувер Вайткепс» | Усього за «Ванкувер Вайткепс» | Усього за «Ванкувер Вайткепс» | 55        | -59       | 55     | -59    |
| 1984                          | «Міннесота Страйкерс»         | NASL                          | 18        | -?        | 18     | -?     |
| 1987                          | «Гамільтон Стілерс»           | CSL                           | 22        | -?        | 22     | -?     |
| Усього за кар'єру             | Усього за кар'єру             | Усього за кар'єру             | 183       | -138+     | 183    | -138+  |

## Титули і досягнення
- Переможець Чемпіонату націй КОНКАКАФ: 1985